# Schleinitzbach
Der Schleinitzbach ist ein Bach in den Gemeinden Oberlienz und Thurn (Bezirk Lienz). Der nach dem Berg Schleinitz benannte Bach mündet südlich von Stöckl in die Isel.

## Verlauf
Der Schleinitzbach entspringt an den Südhängen zwischen Schleinitz (2904 m ü. A.) und Goisele (2433 m ü. A.) zwischen den Almflächen der Jageralm und der Glanzalm in der Gemeinde Oberlienz. Ausgehend von der Quelle fließt der Bach nach Süden bzw. Südosten und nimmt unterhalb der St.-Helena-Kirche rechtsseitig den Morinitzbach auf. Während im Oberlauf die Ufer des Schleinitzbach fast durchgehend bewaldet sind, sind die Ufer im Mittel- und Unterlauf zunächst von landwirtschaftliche Nutzung und später durch die Siedlungen im Lienzer Talboden geprägt. Unterhalb der St.-Helena-Kirche fließt der Schleinitzbach zunächst kurz durch das Gemeindegebiet von Thun (Ortschaft Prappernitze) und erreicht dann die Oberlienzer Ortschaft Oberdrum. Ab hier fließt der Schleinitzbach entlang der Oberlienzer Straße (L 361) weiter durch die Ortschaften Oberlienz und Stöckl, bevor er die Felbertauern Straße (B 108) unterquert und in die Isel mündet. Im Bereich Oberdrum bestehen zwei Nutzungsrechte für die Entnahme von Wasser für die Speisung von Fischteichanlagen.